# Szellemtanú (film, 2011)
A Szellemtanú (eredeti cím: Little Murder) 2011-ben bemutatott misztikus thriller Peter Antonijevic rendezésében.
A történet három nyomozásról szól. Az egyik egy sorozatgyilkos felderítése, a másik egy korábban őrizetbe vett és fogva tartott fiú tisztázása a nővére kérésére, a harmadik pedig egy kábítószerlabor megtalálása.

## Cselekménye
New Orleans, USA
A városban valaki több nőt megfojt, majd arcukra karneváli álarcot helyez. Ben Chaney nyomozó (Josh Lucas) kapja meg az ügyet, ami számára egy korábbi rendőrségi ügy miatt gyanús személy megfigyeléséből áll. Chaney korábban véletlenül lelőtt egy ártatlan fiút, és ezen még nem tette túl magát. Sokat iszik, az alkoholos üveg a megfigyelés alatt is állandóan nála van, gyakran jókat húz belőle.
Már az első megfigyelési napon női hangot hall, ami a nevét ismételgeti, majd egy fiatal, kék ruhás nőt vesz észre a szobában (ő Corey Little csellista), aki szintén gyilkosság áldozata lett, de a nő szerint nem az öccse, Tom ölte meg, ahogy a rendőrség gondolta. A fiú elmegyógyintézetben van emiatt. A nővére szeretné elérni, hogy az öccse tisztázva legyen a gyilkosság vádja alól. Chaney elhárítja a kérést, részben, mert azt hiszi, hogy hallucinál és a nő nem létezik, másrészt nem tartja magát alkalmasnak a nyomozásra. A nő azonban kitart mellette, mivel a többi nyomozóval nem tud kapcsolatot teremteni.
Chaney „A szamár” fedőnevű egyén megfigyelése során már az elején lebukik, a férfi észreveszi, hogy figyelik, és az ablakában papírlapokra írt üzeneteket mutat fel. Végül Chaney jobbnak látja megismerkedni vele. A fekete férfit a rendőrség korábban brutálisan megverte, ezért egyik lábára biceg és a rendőrségtől 1 millió dolláros kártérítést kapott. Rendszeresen idéz versekből és klasszikus drámákból, ő maga is könyvet ír egy diktafon segítségével, amire rámondja, hogy éppen mit lát.
Chaney nyomozni kezd, elmegy a lány munkahelyére, egy zenés bárba, és egy pincérnővel, valamint Corey egyik barátnőjével, Jenniferrel beszél (aki ugyanabban a zenekarban énekelt); a volt barátját, Pault is felkeresi; valamint a lány öccsével is beszél, aki egyáltalán nem tűnik bolondnak.
A lány elmondja Chaney-nek, hogy azon az éjszakán, amikor megölték, előtte a barátjával egy sportkör uszodájába mentek, ahol Paul valamilyen port adott az öccsének. A lány a létesítmény tulajdonosával, Barry-vel is találkozott. Az öccsével veszekedtek otthon, mert a fiú bedrogozva ment haza.
Chaney váratlanul abbahagyja az ivást, és futni kezd. A javaslatára Jennifer találkozót beszél meg Paullal, de a lány Corey lakásába megy. Az alkalmat kihasználva Chaney behatol a sportkör épületébe és keresésbe kezd. Barry testőrének leütése után véletlenül felfedezi a kábítószerlabort. Addigra Paul és Barry is odaérnek. Chaney megbilincseli Paul kezét a korláthoz, Barryvel verekedni kezdenek, bezuhannak a medencébe, ahol Chaney lelövi Barryt. Eközben „A szamár” (aki ekkor egyáltalán nem biceg) hevesen udvarolni kezd a bár pincérnőjének, akit a férfi elbűvöl az idézeteivel és költői hasonlataival. A férfi lakására mennek, ahol az álarcot és egy karneváli kosztümöt ad a lánynak, amit az fel is vesz. A férfi gitározik és énekel a lánynak. Amikor éppen hozzálátna a fojtogatásához, észreveszi, hogy a szemközti házból (ahol Chaney szállása volt), egy nő figyeli (Jennifer), ezért átmegy hozzá, hogy előbb őt fojtsa meg, és így ne maradjon tanú. Corey egy üzenetet ír a párás tükörre Jennifernek: „Menekülj”, de már késő, a férfi bemegy a házba, és mivel Jennifer dulakodás közben beveri a fejét és elájul, a férfi fojtogatni kezdi. A támadás előtt azonban Jennifer felhívta Chaneyt, aki így mindent hall a telefonban, s odarohan. Chaney még időben odaér, és lelövi a fojtogatót. Chaney és Jennifer látják Coreyt, amint alakja lassan eltűnik.
A kiérkező rendőrség több tucat magnókazettát talál, amikre a gyilkos felvette az összes tettét, köztük a gyilkosságokat is. Chaney másnap reggel elmegy a temetőbe Corey sírjához, és egy madonnaképet helyez rá. Corey öccse kiszabadul.

## Szereplők
| Színész           | Szerep                                                                                   | Magyar hang    |
| ----------------- | ---------------------------------------------------------------------------------------- | -------------- |
| Josh Lucas        | Ben Chaney nyomozó                                                                       | Viczián Ottó   |
| Terrence Howard   | Drag Hammerman, „A szamár”                                                               | Varga Gábor    |
| Lake Bell         | Corey Little, a megfojtott lány                                                          | Peller Anna    |
| Sharon Leal       | Jennifer, Corey barátnője, énekesnő ugyanabban a zenekarban, amiben Corey csellista volt | Kiss Virág     |
| Cary Elwes        | Barry Fitzgerald, a sportkör létesítményeinek tulajdonosa                                | Galambos Péter |
| Bokeem Woodbine   | Lipp                                                                                     | Varga Rókus    |
| Peter Jason       | Wills hadnagy                                                                            | Barbinek Péter |
| Noah Bean         | Paul Marais, Corey volt barátja, orvos                                                   | Posta Victor   |
| Nick Lashaway     | Tom Little, Corey öccse                                                                  | Előd Botond    |
| Deborah Ann Woll  | Molly                                                                                    | Mezei Kitty    |
| Joseph J. Tomaska | Sandoval                                                                                 | Czvetkó Sándor |

- Brandon Molale – Bobby
- Ele Bardha – Manny
- Sonya A. Avakian – Paul házvezetőnője
- Sean H. Robertson – rendőrségi helyszínelő

## Megjelenése
A film első megjelenése a Palm Springs-i nemzetközi filmfesztiválon volt 2011. január 8-án, de a Közel-Keleten már 2010-ben bemutatták[forrás?].

## Fordítás
- Ez a szócikk részben vagy egészben  a   Little Murder című angol Wikipédia-szócikk fordításán alapul.  Az eredeti cikk szerkesztőit annak laptörténete sorolja fel. Ez a jelzés csupán a megfogalmazás eredetét és a szerzői jogokat jelzi, nem szolgál a cikkben szereplő információk forrásmegjelöléseként.